# Chrysobothris saundersii
Chrysobothris saundersii es una especie de escarabajo del género Chrysobothris, familia Buprestidae. Fue descrita científicamente por Macleay en 1872.